# Macronemurus caudatus
Macronemurus caudatus är en insektsart som först beskrevs av Brauer 1900.  Macronemurus caudatus ingår i släktet Macronemurus och familjen myrlejonsländor. Inga underarter finns listade i Catalogue of Life.